# Giải bóng đá ngoại hạng Iraq 1993-94
Giải bóng đá ngoại hạng Iraq 1993–94 là mùa giải thứ 20 của giải đấu kể từ khi thành lập năm 1974. Đội vô địch là Al-Zawraa với lần thứ 5 trong lịch sử, và họ cũng đoạt Cúp bóng đá Iraq để có cú đúp. Vua phá lưới, Younis Abid Ali, lập kỉ lục ghi nhiều bàn thắng nhất trong một mùa giải bóng đá Iraq (36) và vẫn còn giữ đến hiện tại, mặc dù mùa giải này dài hơn nhiều so với các mùa giải khác. Al-Zawraa chỉ để thua 1 trong số 50 trận, có thành tích 38 trận bất bại trên con đường đến với danh hiệu. Họ có thêm một trận bất bại ở đầu mùa giải 1994–95, hoàn tất chuỗi 39 trận bất bại, phá vỡ thành tích của Al-Shorta (31) từ năm 1979 đến năm 1981.

## Bảng xếp hạng
| Vị thứ | Đội bóng          | St | T  | H  | B  | BT | BB  | HS  | Đ  | Giành quyền hoặc xuống hạng                                |
| 1      | Al-Zawraa (C)     | 50 | 36 | 13 | 1  | 93 | 20  | +73 | 85 | Giải vô địch bóng đá các câu lạc bộ châu Á 1995            |
| 2      | Al-Quwa Al-Jawiya | 50 | 33 | 11 | 6  | 91 | 28  | +63 | 77 |                                                            |
| 3      | Al-Talaba         | 50 | 30 | 15 | 5  | 88 | 40  | +48 | 75 | Cúp các câu lạc bộ đoạt cúp bóng đá quốc gia châu Á 1995 1 |
| 4      | Al-Najaf          | 50 | 26 | 20 | 4  | 83 | 26  | +57 | 72 |                                                            |
| 5      | Al-Shorta         | 50 | 30 | 11 | 9  | 87 | 33  | +54 | 71 |                                                            |
| 6      | Al-Naft           | 50 | 24 | 13 | 13 | 78 | 45  | +33 | 61 |                                                            |
| 7      | Salahaddin        | 50 | 19 | 18 | 13 | 57 | 49  | +8  | 56 |                                                            |
| 8      | Al-Jaish          | 50 | 20 | 15 | 15 | 67 | 44  | +23 | 55 |                                                            |
| 9      | Al-Ramadi         | 50 | 18 | 17 | 15 | 69 | 54  | +15 | 53 |                                                            |
| 10     | Al-Kut            | 50 | 22 | 9  | 19 | 70 | 62  | +8  | 53 |                                                            |
| 11     | Al-Diwaniya       | 50 | 17 | 17 | 16 | 50 | 60  | –10 | 51 |                                                            |
| 12     | Al-Sinaa          | 50 | 14 | 21 | 15 | 55 | 64  | –9  | 49 |                                                            |
| 13     | Al-Nasiriya       | 50 | 18 | 12 | 20 | 66 | 83  | –17 | 48 |                                                            |
| 14     | Al-Karkh          | 50 | 13 | 21 | 16 | 63 | 66  | –3  | 47 |                                                            |
| 15     | Diyala            | 50 | 14 | 19 | 17 | 56 | 65  | –9  | 47 |                                                            |
| 16     | Al-Mosul          | 50 | 14 | 18 | 18 | 41 | 55  | –14 | 46 |                                                            |
| 17     | Al-Minaa          | 50 | 12 | 21 | 17 | 42 | 58  | –16 | 45 |                                                            |
| 18     | Samaraa           | 50 | 14 | 15 | 21 | 50 | 64  | –14 | 43 |                                                            |
| 19     | Karbalaa          | 50 | 10 | 21 | 19 | 44 | 65  | –21 | 41 |                                                            |
| 20     | Al-Umal           | 50 | 10 | 18 | 22 | 48 | 71  | –23 | 38 |                                                            |
| 21     | Al-Amara          | 50 | 10 | 16 | 24 | 45 | 70  | –25 | 36 |                                                            |
| 22     | Erbil             | 50 | 9  | 17 | 24 | 51 | 88  | –37 | 35 |                                                            |
| 23     | Al-Shabab         | 50 | 10 | 10 | 30 | 49 | 87  | –38 | 30 |                                                            |
| 24     | Kirkuk            | 50 | 7  | 16 | 27 | 44 | 101 | –57 | 30 |                                                            |
| 25     | Babil 2           | 50 | 9  | 10 | 31 | 44 | 85  | –41 | 28 |                                                            |
| 26     | Al-Khutoot        | 50 | 6  | 16 | 28 | 28 | 74  | –46 | 28 | Xuống hạng Iraq Division 1                                 |

- 1 Al-Talaba giành quyền tham gia Cup Winners' Cup với tư cách á quân của Cúp bóng đá Iraq, đoạt bởi Al-Zawraa.
- 2 Ban đầu, Đội trẻ Iraq có tham gia giải đấu. Thành tích của họ là 23 trận, 8 thắng, 6 hòa, 9 thua, 33 ghi bàn, 29 thủng lưới bàn, 22 điểm. Sau 23 trận, họ được thay bởi Babil, và Babil lấy kết quả của đội bóng trẻ. Thành tích của Babil trong 27 trận cuối là 1 thắng, 4 hòa, 22 thua, 11 ghi bàn, 56 thủng lưới bàn, 6 điểm.

## Vua phá lưới
| Vị thứ | Cầu thủ         | Bàn thắng | Đội bóng          |
| ------ | --------------- | --------- | ----------------- |
| 1      | Younis Abid Ali | 36        | Al-Shorta         |
| 2      | Ali Hashim      | 34        | Al-Najaf          |
| 3      | Akram Emmanuel  | 23        | Al-Quwa Al-Jawiya |
| 3      | Maad Ibrahim    | 23        | Al-Naft           |